# Montserrat Tibau i Foraster
Montserrat Tibau i Foraster (Palafrugell, 20 de febrer de 1951) és una professora de música catalana. Va començar a estudiar música a l'escola Vedruna de Palafrugell amb Carme Garriga i Núria Rota, després amb la senyora Pardo de la Bisbal d'Empordà. També fou alumna del professor Emili Garcia de Girona i del Conservatori del Liceu de Barcelona, on obtingué la titulació de piano. Després d'un parèntesi va continuar els estudis i aprofundí en l'harmonia, contrapunt, fuga i composició, amb la professora Àngels Alabert, de Girona. Durant alguns anys va fer classes de llenguatge, harmonia i piano. Fa classes a l'escola Sant Jordi de Palafrugell com a professora de música de secundària i de piano a l'escola de música de Palafrugell. La seva professionalitat ha estat reconeguda pels seus alumnes. A principis dels anys vuitanta va participar en la gestació de Joventuts Musicals de Palafrugell, juntament amb altres persones de l'entorn musical local, entre els quals hi destaca destaca Rita Ferrer.